# Trest smrti v Džibutsku
Trest smrti v Džibutsku byl zrušen v roce 1995. Od získání nezávislosti na Francii dne 27. června 1977 nedošlo v Džibutsku k žádné popravě. Džibutsko přistoupilo dne 5. listopadu 2002 k Druhému opčnímu protokolu Mezinárodního paktu o občanských a politických právech.